# Frank Scott Hogg

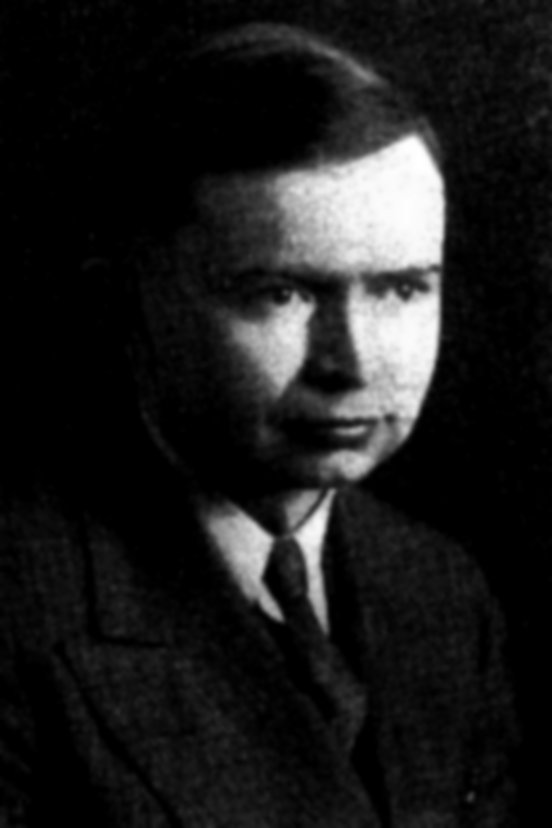
Frank Scott Hogg

Frank Scott Hogg (* 26. Juli 1904 in Cambridge (Ontario); † 1. Januar 1951 in Richmond Hill (Ontario)) war ein kanadischer Astronom.

## Leben
Frank Scott Hogg wurde am 26. Juli 1904 in der Gemeinde Preston von Cambridge in der kanadischen Province Ontario als Sohn des Arztes James Scott Hogg und seiner Frau Ida Mary Barber geboren.
Er begann 1922 ein Studium der Physik und Mathematik an der University of Toronto und schloss dort 1926 in Astronomie ab. Er ging anschließend an die Harvard University, machte dort 1928 seinen Master-Abschluss und wurde 1929 mit der Dissertation Stellar Spectrophotometry (Stern-Spektrophotometrie) promoviert. 
Anschließend besuchte er einige europäische Observatorien sowie nach seiner Rückkehr in die USA das Lick-Observatorium und das Mount-Wilson-Observatorium.
1930 heiratete er Helen Sawyer, die ebenfalls Astronomin war, und nahm seine erste Stelle am Amherst College an.
Ein Jahr später ging er zurück nach Kanda und arbeitete als Astronomie-Assistent am Dominion Astrophysical Observatory in Saanich (British Columbia), bis er 1934 als Dozent unter Clarence Augustus Chant an die University of Toronto wechselte. Neben Astronomie unterrichtete er während des Zweiten Weltkriegs auch Flugnavigation und entwickelte einen Zwei-Sterne-Sextanten zur Navigation. Nach dem Tode von Reynold Kenneth Young 1946 folgte ihm Hogg als Leiter der Astronomie-Abteilung und als Direktor des 1935 eröffneten David Dunlap Observatoriums, wo er mit seiner Frau zusammenarbeitete und bis zu seinem Lebensende blieb.
Hoggs astronomische Interessen galten der Bestimmung von Radialgeschwindigkeiten und, in Zusammenarbeit mit seiner Frau, der Beobachtung von Kugelsternhaufen. In seinen letzten Jahren forschte er auch zu Mikrometeoriten. Ferner arbeitete er als Assistent beim Journal of the Royal Astronomical Society of Canada und beim Observer's Handbook der Royal Astronomical Society of Canada und schrieb wöchentlich im Toronto Star über astronomische Themen.
Die Familie Hogg hatte drei Kinder, eine Tochter Sally und die beiden Söhne David und James. Am Neujahrstag 1951 starb Frank Scott Hogg im Alter von 46 Jahren an einem Herzversagen.

## Ehrungen
- 1941 und 1942 war Hogg Präsident der Royal Astronomical Society of Canada.[6]
- Im Jahre 1970 benannte die Internationale Astronomische Union den Mondkrater Hogg offiziell nach Frank Scott Hogg und dem australischen Astronomen Arthur Robert Hogg.[7]